# Объединённое (Черниговская область)
Объединённое (укр. Об'є́днане) — село в Новгород-Северском районе Черниговской области Украины. Население — 274 человека. Занимает площадь 1,06 км². Расположено на реке Студенка при впадении ее притока Лоска.
Почтовый индекс: 16082. Телефонный код: +380 4658.

## Власть
Орган местного самоуправления — Объединёнский сельский совет. Почтовый адрес: 16082, Черниговская обл., Новгород-Северский р-н, с. Объединённое, ул. Ленина, 51.

## История
Образовано путем объединения сел Карасевка и Сухомлиновка.